# Голашки фолклорни срещи
Голашките фолклорни срещи (на македонска литературна норма: „Голачки фолклорни средби“) е музикален и танцов фолклорен фестивал, провеждан в Република Северна Македония от 1994 година.
За първи път фестивалът се провежда през 1994 година, като на практика наследява традиционния събор, на който идват жители от Пиянец и Малешевията.
Провежда се всяка година на 8 срещу 9 август (деня на свети Пантелеймон) във и край град Делчево. Започва с шествие на участниците по улиците на града, продължава край манастира „Свети Пантелеймон“ на върха на планината Голак. На фестивала се изявяват фолклорни ансамбли от Република Македония, България, Сърбия.